# Санта Ђулијета
Санта Ђулијета (итал. Santa Giuletta) је насеље у Италији у округу Павија, региону Ломбардија.
Према процени из 2011. у насељу је живело 1269 становника. Насеље се налази на надморској висини од 80 м.

## Становништво
Према резултатима пописа становништва 2011. у општини је живело 1.685 становника.
| 1931. | 1936. | 1951. | 1961. | 1971. | 1981. | 1991. | 2001. | 2011. |
| ----- | ----- | ----- | ----- | ----- | ----- | ----- | ----- | ----- |
| 2.216 | 2.173 | 2.110 | 2.104 | 2.090 | 1.934 | 1.720 | 1.615 | 1.685 |

## Партнерски градови
- Mores